# Курт Кноблаух
Курт Кноблаух (нім. Kurt Knoblauch; 10 грудня 1885, Марієнвердер — 10 листопада 1952, Мюнхен) — німецький офіцер, обергрупенфюрер СС і генерал військ СС.

## Біографія
23 лютого 1905 року вступив в 39-й фузілерний полк. З 1 жовтня 1912 по 30 квітня 1914 року — ад'ютант 3-го батальйону 70-го піхотного полку. Учасник Першої світової війни, з 2 серпня 1914 року — командир 32-го, потім 29-го і 28-го запасного батальйону. З 22 березня 1916 року — командир батальйону 365-го піхотного полку. В 1919-20 роках у складі загонів Добровольчого корпусу брав участь в боях з комуністами. З 24 січня 1919 року — командир 2-го батальйону 70-го піхотного полку, з 10 червня по 1 жовтня 1919 року — командир 2-ї кулеметної роти того ж полку. Після демобілізації армії залишений в рейхсвері, служив в 1-му і 8-му піхотних полках. В травні 1933 року вступив в НСДАП (квиток № 2 750 158), в тому ж році — в СА, 12 квітня 1935 року — в СС (посвідчення №266 653) і був зарахований в Особистий штаб рейхсфюрера СС. З 1 травня по 10 липня 1935 року — начальник відділу Iо Головного управління СС, з 15 вересня 1935 по 1 жовтня 1937 року — начальник відділу Іа. З 5 червня по 20 грудня 1940 року очолював оперативний відділ штабу дивізії СС «Мертва голова». З 23 жовтня по 18 листопада 1940 року — командувач військами СС на Північному Сході. З 6 травня 1941 по 9 листопада 1942 року — начальник Командного штабу рейхсфюрера СС. З 11 липня 1942 по 11 лютого 1945 року очолював 1-ше управління Головного оперативного управління СС, одночасно з 30 березня 1943 по 9 листопада 1944 року керував управлінської групою «Б», а потім V управлінням (кадри) управлінської групи «А». Після закінчення війни засуджений до двох років ув'язнення в трудовому таборі, пізніше займався політичною діяльністю в Мюнхені.

## Звання
- Фанен-юнкер (23 лютого 1905)
- Фанен-юнкер-унтерофіцер (7 липня 1905)
- Фенріх (18 листопада 1905)
- Лейтенант (18 серпня 1906)
- Оберлейтенант (17 лютого 1914)
- Гауптман (18 червня 1915)
- Майор (1 лютого 1926)
- Оберстлейтенант (1 квітня 1930)
- Оберст (1 лютого 1933)
- Штурмбанфюрер СС (12 квітня 1935)
- Оберштурмбанфюрер СС (15 вересня 1935)
- Штандартенфюрер СС (13 вересня 1936)
- Оберфюрер СС (12 вересня 1937)
- Бригадефюрер СС і генерал-майор військ СС (30 березня 1941)
- Групенфюрер СС і генерал-лейтенант військ СС (20 січня 1942)
- Обергрупенфюрер СС і генерал військ СС (24 червня 1944)

## Нагороди
- Залізний хрест
  - 2-го класу (24 грудня 1914)
  - 1-го класу (27 листопада 1916)
- Військовий Хрест Фрідріха-Августа (Ольденбург)
  - 2-го класу (10 травня 1915)
  - 1-го класу (2 лютого 1917)
- Нагрудний знак «За поранення» в чорному (11 грудня 1918)
- Почесний хрест ветерана війни з мечами
- Почесний кинджал СА
- Почесна шпага рейхсфюрера СС
- Кільце «Мертва голова»
- Почесний кут старих бійців
- Медаль «За вислугу років у НСДАП» в бронзі (10 років)
- Медаль «У пам'ять 13 березня 1938 року»
- Медаль «У пам'ять 1 жовтня 1938»
- Застібка до Залізного хреста 2-го і 1-го класу
- Хрест Воєнних заслуг 2-го і 1-го класу з мечами